# Julio Buchs
Julio Buchs García (* 10. März 1926 in Madrid; † 20. Januar 1973 ebenda) war ein spanischer Filmregisseur und Drehbuchautor.
Buchs wurde als Sohn des spanischen Regisseurs José Buchs geboren. Ende der 1940er Jahre begann er als Regieassistent; von 1963 an drehte er – nach einem kurzen Dokumentarfilm – bis zu seinem frühen Tod 13 Filme in eigener Regie und fast immer nach eigenem Drehbuch.

## Filme

### Regie
- 1963: Piedra de toque
- 1964: El salario del crimen
- 1964: El pecador y la bruja
- 1966: Mountains (Mestizo)
- 1967: Sein Steckbrief ist kein Heiligenbild (El hombre que mató a Billy el Niño)
- 1967: Scheideweg einer Nonne (Encrucijada para una monja)
- 1968: Cuidado con las señoras
- 1969: Las trompetas del apocalipsis
- 1969: Um sie war der Hauch des Todes (Los desesperados)
- 1970: Una señora llamada Andrés
- 1971: El apartamento de la tentación
- 1972: Alta tensión
- 1973: Sevillana 73

### Drehbuch
- 1967: Lucky M. füllt alle Särge (Lucky, el intrépido)
- 1975: Blutige Magie (Malocchio) – Regie: Mario Siciliano